# نظرية التعلم الخوارزمي
نظرية التعلم الخوارزمي هي إطار رياضي لتحليل مشاكل تعلم الآلة والخوارزميات. تختلف نظرية التعلم الخوارزمي عن نظرية التعلم الإحصائي من حيث أنها لا تستخدم الافتراضات والتحليلات الإحصائية. تهتم كل من نظرية التعلم الخوارزمي والإحصائي بتعلم الآلة، ولذلك يمكن اعتبارها فروعًا لنظرية التعلم الحسابي[بحاجة لمصدر].